# الساندرو الویسی
الساندرو الویسی (انگلیسی: Alessandro Alvisi; ۱۲ فوریهٔ ۱۸۸۷ – ۹ مهٔ ۱۹۵۱) سوارکار اهل ایتالیا بود.